# Никон (Фомичёв)
Архиепи́скоп Ни́кон (в миру — Николай Васильевич Фомичёв; 9 (22) мая 1910, Санкт-Петербург — 13 апреля 1995, там же) — епископ Русской православной церкви; с 16 июля 1982 года по 28 марта 1984 года — архиепископ Пермский и Соликамский.

## Биография

### Детство и юность
Родился 9 (22) мая 1910 года в семье служащего. В семилетнем возрасте он начал прислуживать при богослужениях в храме. Многие школьники посещали такие воскресные школы, ходили на литургию и вечерние службы. По воспоминаниям, «…в Великий пост, всей школой, строем ходили в церковь на исповедь и причастие». Посещал братство при Александро-Невской лавре, которым руководил архимандрит Варлаам (Сацердотский). Члены этой общины активно участвовали в жизни Церкви, пели на клиросе, организовывали чтение лекций. Братство сыграло большую роль в формировании мировоззрения Николая, а самое главное — в укреплении его веры.
В 1928 году окончил 102-ю трудовую школу, по окончании которой в течение трёх лет работал на производстве.

### Инженер
В 1931 году поступил в Ленинградский институт инженеров железнодорожного транспорта, который окончил в 1936 году с отличием, получив звание инженера-энергетика. После окончания института работал на инженерно-технических должностях на Октябрьской железной дороге и в системе «Ленсельэнерго», занимая должности от рядового инженера до главного инженера треста.
Все эти годы посещал храм, стараясь по возможности быть на всех воскресных и праздничных службах, хотя ходить в церковь в 30-е годы, как известно, было очень опасно. Многих прихожан органы НКВД брали прямо в храме. Вот как описывал сам Владыка типичную для того времени ситуацию: «…молится человек, а к нему подходят, говорят: „Пройдёмте…“ В некоторых местах милиционеры стояли у входа в храм. Мы шли в церковь и не знали, придём домой или нет…».
Во время блокады Ленинграда находился в городе, работал в Военно-Восстановительной службе Октябрьской железной дороги. Награждён двумя медалями — «За оборону Ленинграда» и «За доблестный труд в Великой Отечественной войне».
Работая и учась, он одновременно был иподиаконом у ленинградских архиереев в течение 17 лет.

### Священник
17 июня 1945 года митрополитом Ленинградским и Новгородским Григорием (Чуковым) рукоположен во диакона, а 12 мая 1946 года — во священника. Священствовал в храмах г. Ленинграда. В 1946 году поступил в Ленинградскую духовную академию, которую окончил экстерном в 1950 году со степенью кандидата богословия и назначен настоятелем Князь-Владимирского храма посёлка Лисий Нос. С 1952 года — настоятель Крестовоздвиженского собора г. Петрозаводска и благочинный Олонецкой епархии.
В 1953 году по приглашению епископа Житомирского и Овручского Владимира, в 1930-х — 1940-х годах в сане архимандрита служившего в Ленинграде, переехал служить на Украину и был назначен настоятелем Спасо-Преображенского собора в г. Житомире и секретарём епископа.
С 1956 года — настоятель кафедрального собора г. Великие Луки, секретарь епископа и благочинный. В 1958 году назначен настоятелем храмов в г. Новая Ладога Ленинградской епархии, а с конца 1960 года — в храмах Ленинграда на Большой Охте. С 1 февраля 1962 года был настоятелем Свято-Троицкого собора Александро-Невской Лавры.

### Архиерей
11 августа 1962 года в Свято-Троицкой Сергиевой лавре пострижен в монашество, 14 августа возведён в сан архимандрита. 26 августа хиротонисан во епископа Выборгского, викария Ленинградской епархии. Хиротонию совершали митрополит Ленинградский и Ладожский Пимен (Извеков), архиепископ Ярославский и Ростовский Никодим (Ротов), архиепископ Можайский Леонид (Поляков), епископы Дмитровский Киприан (Зёрнов) и епископ Таллинский и Эстонский Алексий (Ридигер).
16 ноября того же года назначен епископом Лужским, викарий Ленинградской епархии.
3 августа 1963 года назначен епископом Рижским и Латвийским. Вступил в конфликт с властями — не дал своего согласия на закрытие Троице-Сергиева женского монастыря в Риге.
27 января 1966 года назначен епископом Архангельским и Холмогорским. В огромной по площали епархии, в состав которой входили Архангельская, Мурманская области и Коми АССР, тогда было всего 16 приходов. Позднее вспоминал: «Открывать было почти нечего. Я просил, правда, одну церковь, но мне не только не дали её открыть, но наоборот, пытались закрыть два храма, а „взамен“ дать лишнего священника к собору. Собор был маленький. Я приехал в Архангельск в феврале, и, когда вошёл в храм, ужаснулся: всё обросло инеем, льдом. Оказалось, каменные плиты пола лежат прямо на земле. Ремонт делать не разрешали. Лишь после долгих переговоров с местными властями нам разрешили положить в соборе маты (циновки, половики), а в алтаре настелить деревянный пол. Это был, заметьте, кафедральный собор!».
С 11 июня 1977 года — епископ Калужский и Боровский. 2 сентября 1977 года возведён в сан архиепископа. В это время давление на церковь не прекращалось: старостой кафедрального собора были запрещены крестины, а на Пасху 1981 года крестный ход проходил в сопровождении множества милицейских собак.
16 июля 1982 года назначен архиепископом Пермским и Соликамским. 28 марта 1984 года из-за постоянных конфликтов с местным уполномоченным Совета по делам Русской православной церкви был уволен на покой.
С 1984 года жил в Ленинграде (Санкт-Петербурге). С назначением на Ленинградскую кафедру митрополита Алексия (Ридигера) получил возможность совершать богослужения в храмах города и области, принимать участие в епископских хиротониях, рукополагать священнослужителей. Проповеди его отличались простотой и доступностью.

## Награды
- Орден Преподобного Сергия Радонежского I степени (25 августа 1982)